# گلاستر متئور
گلاستر متئور نخستین جت جنگنده بریتانیا و تنها هواپیمای جت متفقین بود که در طول جنگ جهانی دوم به عملیات رزمی دست یافت. توسعه متئور به‌شدت به موتورهای توربوجت پیشگام آن وابسته بود که توسط فرانک ویتل و شرکتش پاور جتز ساخته شده بودند. اگرچه کار بر روی موتورها از سال ۱۹۳۶ آغاز شده بود، توسعهٔ این هواپیما در سال ۱۹۴۰ آغاز شد. متئور نخستین بار در سال ۱۹۴۳ پرواز کرد و در ۲۷ ژوئیه ۱۹۴۴ با شماره ۶۱۶ اسکادران نیروی هوایی بریتانیا عملیات خود را آغاز کرد. متئور از نظر آیرودینامیکی، هواپیمای پیچیده‌ای نبود، اما ثابت کرد که یک جنگنده رزمی موفق است. متئور اف. ۴، نخستین هواپیمای جت ثبت‌شده غیرنظامی در جهان بود. چندین نوع اصلی از متئور، پیشرفت‌های تکنولوژیکی را در دهه‌های ۱۹۴۰ و ۱۹۵۰ به همراه داشتند. هزاران متئور برای پرواز با نیروی هوایی بریتانیا و سایر نیروهای هوایی ساخته شدند و برای چندین دهه مورد استفاده قرار گرفتند.
متئور در جنگ جهانی دوم دارای ماموریت‌های محدودی بود. متئورهای نیروی هوایی استرالیا در جنگ کره جنگیدند. چندین کاربر دیگر مانند آرژانتین، مصر و اسرائیل نیز در درگیری‌های منطقه‌ای بعدی با متئور پرواز کردند. انواع تخصص‌یافتهٔ متئور در جنگ کره برای استفاده در شناسایی هوایی، عکاسی و به‌عنوان جنگنده شبانه استفاده شدند.
از متئور همچنین برای اهداف تحقیق و توسعه و شکستن چندین رکورد هوانوردی استفاده شد. در ۷ نوامبر ۱۹۴۵، نخستین رکورد رسمی سرعت هوایی یک هواپیمای جت توسط متئور اف. ۳ با سرعت ۶۰۶ مایل بر ساعت (۹۷۵ کیلومتر بر ساعت) ثبت شد. در سال ۱۹۴۶، متئور اف. ۴ به سرعت ۶۱۶ مایل بر ساعت (۹۹۱ کیلومتر بر ساعت) دست یافت و سایر رکوردهای مربوط به عملکرد در دسته‌بندی‌هایی از جمله استقامت زمان پرواز، میزان صعود و سرعت نیز شکسته شد. در ۲۰ سپتامبر ۱۹۴۵، یک متئور آی که به‌شدت تغییر یافته بود، با دو موتور رولز-رویس آربی.۵۰ ترنت که ملخ‌ها را حرکت می‌دادند، به نخستین هواپیمای توربوپراپ تبدیل شد که پرواز کرد.
در سال‌های بعد، متئور با انواع جدیدتری مانند هاوکر هانتر و گلاستر جاولین جایگزین شد. تا سال ۲۰۱۸، تنها دو متئور با نام‌های G-JSMA و G-JWMA، در خدمت فعال باقی مانده‌اند. یکی از آن‌ها در بریتانیا و دیگری در استرالیا قابل پرواز بودند.

## ویژگی‌ها
داده‌ها از The Great Book of Fighters, Quest for Performance
 Profile, Volume 1
ویژگی‌های عمومی
- خدمه: 1
- طول: ۴۴ فوت ۷ اینچ (۱۳٫۵۹ متر)
- پهنای بال: ۳۷ فوت ۲ اینچ (۱۱٫۳۳ متر)
- ارتفاع: ۱۳ فوت ۰ اینچ (۳٫۹۶ متر)
- مساحت بال‌ها: ۳۵۰ فوت مربع (۳۳ متر مربع)
- ایرفویل: root: EC(12.5)40/0640; tip: EC1040/0640[۶]
- وزن خالی: ۱۰٬۶۸۴ پوند (۴٬۸۴۶ کیلوگرم)
- وزن ناخالص: ۱۵٬۷۰۰ پوند (۷٬۱۲۱ کیلوگرم)
- پیشرانه: ۲ عدد centrifugal flow turbojet engine Rolls-Royce Derwent 8, ۳٬۶۰۰ پوند-نیرو (۱۶ کیلونیوتن) thrust در هر موتور

عملکرد
- حداکثر سرعت: ۶۰۰ مایل بر ساعت (۹۷۰ کیلومتر بر ساعت، ۵۲۰ گره) at ۱۰٬۰۰۰ فوت (۳٬۰۰۰ متر)
- حداکثر سرعت: ۰٫۸۲ ماخ
- بُرد: ۶۰۰ مایل (۹۷۰ کیلومتر، ۵۲۰ مایل دریایی)
- حداکثر ارتفاع: ۴۳٬۰۰۰ فوت (۱۳٬۰۰۰ متر)
- نرخ صعود: ۷٬۰۰۰ فوت بر دقیقه (۳۶ متر بر ثانیه)
- زمان اوج‌گیری: ۳۰٬۰۰۰ فوت (۹٬۱۰۰ متر) in 5 minutes
- بارگیری بال: ۴۴٫۹ پوند بر فوت مربع (۲۱۹ کیلوگرم بر متر مربع)
- نیرو/وزن: 0.45

تسلیحات

- اسلحه‌ها: ۴ × 20 mm Hispano MkV cannons
- راکت‌ها: Provision for up to sixteen "60 lb" 3-inch rockets or eight 5-inch HVAR rockets under outer wings
- بمب‌ها: two 1000 lb (454 kg) bombs